# Louis Delsol
Pour les articles homonymes, voir Delsol.
Louis Delsol est un homme politique français né le 9 mars 1870 à Penne-d'Agenais (Lot-et-Garonne) et décédé le 19 mars 1956 à Paris 17e.

## Biographie
Avocat à la cour d'Appel de Paris, il est conseiller municipal de Paris de 1919 à 1929 et président du conseil municipal de Paris en 1927-1928. Il est député de la Seine de 1928 à 1932, inscrit au groupe d'Action démocratique et sociale.
En mai 1920, il est nommé membre du comité directeur de la Ligue des patriotes présidée par Maurice Barrès.

## Sources
- « Louis Delsol », dans le Dictionnaire des parlementaires français (1889-1940), sous la direction de Jean Jolly, PUF, 1960 [détail de l’édition]